# Mathieu De Pauw
Pas d'image ? Cliquez ici

a Compétitions nationales et continentales officielles uniquement.

Dernière mise à jour le 26 février 2012.
Mathieu De Pauw, né le 1er mars 1984, est un joueur français de rugby à XV qui évolue au poste de troisième ligne centre.